# لينفاتينيب
لينفاتينيب (Lenvatinib)، الذي يُباع تحت الاسم التجاري لينفيما (Lenvima) من بين أسماء أخرى، هو دواء يستخدم لعلاج أنواع معينة من سرطان الغدة الدرقية، وسرطان الخلايا الكلوية، وسرطان الخلايا الكبدية. بالنسبة لسرطان الغدة الدرقية، يتم استخدامه عندما يكون اليود المشع غير فعال. ويؤخذ عن طريق الفم.
تشمل الآثار الجانبية الشائعة له على ما يلي: ارتفاع ضغط الدم والإسهال وفقدان الوزن والغثيان والتهاب الفم والصداع والطفح الجلدي. قد تشمل الآثار الجانبية الأخرى أيضا: مشاكل في الكلى، وفشل القلب، وجلطات الدموية، ونزيف داخل الدماغ، ومشاكل في الكبد. أما استخدامه في فترة الحمل فقد يضر الجنين. وهو مثبط التيروزين كيناز ضد VEGFR1 وVEGFR2 وVEGFR3.
تمت الموافقة على استخدام اللينفاتينيب طبيًا في الولايات المتحدة وكذلك أوروبا في عام 2015. في المملكة المتحدة، يكلف هيئة الخدمات الصحية الوطنية حوالي 1400 جنيه إسترليني بجرعة 10 ملغ يوميًا لمدة شهر اعتبارًا من عام 2021. وفي الولايات المتحدة يكلف هذا القدر حوالي 21300 دولار أمريكي.